# العلاقات الهندية التايوانية
شهدت العلاقات الثنائية بين الهند وتايوان تحسنًا منذ تسعينيات القرن العشرين على الرغم من أن الدولتين لم تحتفظا بعلاقات دبلوماسية رسمية. تعترف الهند فقط بجمهورية الصين الشعبية (في بر الصين الرئيسي) وليس بمزاعم جمهورية الصين بأنها حكومة شرعية لبر الصين الرئيسي وهونغ كونغ وماكاو، وهو صراع ظهر بعد الحرب الأهلية الصينية (1945-1949). وعلى الرغم من ذلك، توسعت في السنوات الأخيرة الروابط الاقتصادية والتجارية وكذلك الاتصالات الشعبية للهند مع تايوان.
بحسب استطلاع أجرته مؤسسة غالوب في عام 2010، يوافق 21% من التايوانيين على القيادة الهندية، ورفضها 19% منهم بينما كان 60% منهم غير متأكدين. وفقًا لاستطلاع للرأي أجري في ديسمبر 2019 عبر مركز دراسة الانتخابات في جامعة تشنغتشي الوطنية، أيد 53.8% من التايوانيين الذين شملهم الاستطلاع «زيادة العلاقات مع الهند» في حين أيدها 73.1 من ناخبي الحزب الديمقراطي التقدمي وأيدها من ناخبي حزب الكومينتانغ 44.6%.
في مايو من عام 2020، حضر فعليًا اثنان من أعضاء البرلمان الهندي أداء اليمين للرئيس تساي المنتخب حديثًا وأشادوا بالديمقراطية التايوانية، مرسلين بذلك ما وصفه البعض برسالة تحذير إلى الصين ومشيرين إلى تعزيز العلاقات بين إدارتي تساي ومودي. في يوليو من عام 2020، عينت الحكومة الهندية دبلوماسيًا مهنيًا رفيعًا، الأمين العام المشترك غورانجالال داس، الرئيس السابق للقسم الأمريكي في وزارة الخارجية الهندية كمبعوث جديد لها إلى تايوان.

## الخلفية
على الرغم من تشارك الصين الداخلية وشبه قارة الهند، حيث اندمجت حضارتان من الحضارات الأربع الأقدم في العالم، بآلاف السنين من التبادل التجاري والثقافي الواسع، وبصورة رئيسية من خلال البوذية، كان الاتصال المباشر بين فورموزا وجنوب آسيا من الناحية التاريخية أكثر محدودية بسبب القيود والمسافات الجغرافية. اعتبرت تقاليد البوذيين تيانزهو، التي تقع في علم الكونيات البوذي «الجنة الغربية»، أرض مقدسة مثالية انبثق منها إيمانهم، ثم شغلت لاحقًا مكانة موقع الحج للعديد من الذين سعوا لتلقي الكتب البوذية المقدسة كما مُنحت طابعًا رومانسيًا في القصة الصينية الكلاسيكية رحلة إلى الغرب. علّق هو شيه سفير جمهورية الصين إلى الولايات المتحدة منذ عام 1938 حتى عام 1942، برغم أنه كان تعليقًا نقديًا، على البوذية الهندية التي تضم المجتمع الصيني بالكامل تقريبًا عند إدخالها.
آسيا واحدة. تقسّم جبال الهمالايا، فقط لتبرز، حضارتين عظيمتين، الحضارة الصينية مع شيوعية كونفوشيوس، والحضارة الهندية مع فردانية فيداس. ولكن ليس بإمكان حتى الحواجز الثلجية أن تعترض للحظة ذاك الاتساع العظيم لحب الوجود المطلق والكليات، وهو الإرث الفكري السائد لدى كل عرق آسيوي، متيحًا لهما أن تنتجا جميع الديانات الكبرى في العالم وتمييزهم عن تلك الشعوب البحرية في البحر الأبيض المتوسط ودول البلطيق، الذين يحبون الإسهاب في الخاصيات، والبحث عن وسائل الحياة، لا غايتها.
في حين أنه لم يسبق له أن زار الهند قط، تحدث صن يات صن من حين إلى آخر وكتب عن الهند كدولة آسيوية شقيقة كانت أيضًا عرضة للاستغلال الغربي الوحشي، ودعا كثيرًا إلى جبهة موحدة قومية آسيوية ضد كل إمبريالية ظالمة، في خطاب عام 1921، تحدث صن: «لطالما اضطُهد الهنود من قبل البريطانيين. وهم يبدون الآن رد فعل بتغيير في فكرهم الثوري ... ثمة تقدم في روحهم الثورية، ولن ترهبهم بريطانيا». حتى يومنا هذا، هناك شارع شهير باسم صن يات صن في حي صيني قديم في كالكوتا، يعرف الآن بكولكاتا.